# Jane Törnqvist

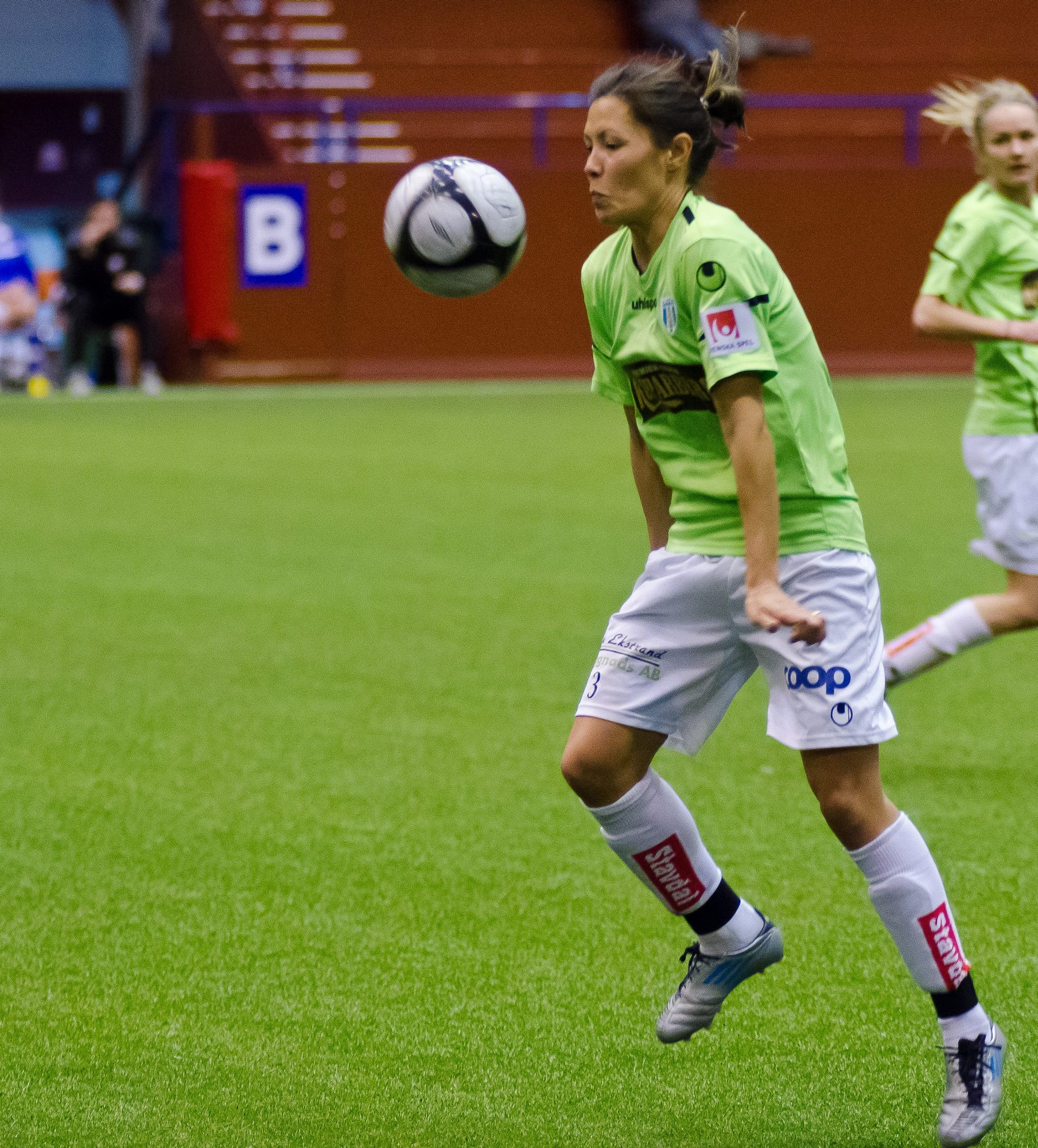
Jane Törnqvist (2012)

Jane Törnqvist (* 9. Mai 1975 in Manila, Philippinen) ist eine ehemalige schwedische Fußballspielerin. Die Abwehrspielerin kam zuletzt in der Spielzeit 2014 für Kopparbergs/Göteborg FC in der Damallsvenskan und 2006 in der A-Nationalmannschaft zum Einsatz, für die sie elf Tore in 109 Länderspielen erzielte.

## Karriere
Vor ihrem Wechsel zu Djurgårdens IF/Älvsjö spielte Törnqvist bereits für Hammarby IF in der schwedischen Liga. Mit Djurgårdens IF/Älvsjö wurde sie zweimal Meister und zweimal Pokalsieger. 2003 erreichte sie mit der A-Nationalmannschaft das Finale der Weltmeisterschaft, das gegen die Nationalmannschaft Deutschlands nach der seinerzeit geltenden Regel nach Golden Goal mit 1:2 verloren wurde. Im Sommer 2005 stand Törnqvist kurz vor einem Wechsel zum 1. FFC Turbine Potsdam. Nachdem sie bereits eine mündliche Zusage gegeben hatte, machte sie aus persönlichen Gründen überraschend einen Rückzieher. Zur Spielzeit 2008 wechselte sie zum Ligarivalen Kopparbergs/Göteborg FC.

## Erfolge
- Finalist Weltmeisterschaft 2003
- Schwedischer Meister 2003, 2004
- Schwedischer Pokal-Sieger 2004, 2005

## Sonstiges
Hauptberuflich arbeitet(e) Törnqvist als Tischlerin.